# Хераклије Александријски
Патријарх Хераклије био је тринаести патријарх и поглавар (папа) Александријске патријаршије. Пореклом је из Александрије, рођен је у паганској породици која је била покрштена након његовог рођења. Они су га научили грчкој филозофији а затим и хришћанској мудрости. Изучавао је четири јеванђеља и посланице. Свети Димитрије, дванаести александријски патријарх га је рукоположио у ђакона, а онда у свештеника цркве у Александрији. Пратио је Оригена као шефа катехистичке школе у Александрији (Богословски факултет у Александрији). Када је патријарх Димитрије преминуо, Свети Хераклије је изабран за новог патријарха. Покрстио је многе пагане, посветио се подучавању, проповедању и упућивању преступника. Додељује Светом Дионисију улогу да суди међу верницима, и да се брине о њиховим пословима. Патријарх Хераклије седео је на престолу Светог Марка тринаест година и преминуо је у миру. Он је први идентификован као први александријски патријарх да носи ознаку папа (на грчком, Papás, термин који је првобитно значио отац, који црква у Риму није користила до шестог века). Први познати запис ове ознаке која је додељена Хераклију био је у писму римског папе Дионисија упућено Филимону:
τοῦτον ἐγὼ τὸν κανόνα καὶ τὸν τύπον παρὰ τοῦ μακαρίου πάπα ἡμῶν Ἡρακλᾶ παρέλαβον. [Добио сам ова правила и прописе од нашег благословеног папе, Хераклија.]